# وزارة العدل (الصين)
وزارة العدل في جمهورية الصين الشعبية هي وزارة حكومية تابعة لمجلس الدولة الصيني مسؤولة عن الشؤون القانونية. تشمل مهامها العملية القضائية، وصياغة التشريعات، وتطوير الإطار القانوني، والمشاركة في المعاهدات الوطنية والدولية، والمقاضاة وإصدار الأحكام. تأسست عام 1949.

## وصلات خارجية
- وزارة العدل باللغة الصينية
- وزارة العدل الموقع الرسمي باللغة الإنجليزية